# Mamoea hesperis
Mamoea hesperis là một loài nhện trong họ Amphinectidae. Loài này phân bố ở New Zealand.